# Leticia Boscacci
Leticia Boscacci (ur. 8 listopada 1985 roku w Colonia Caroya) – argentyńska siatkarka grająca na pozycji atakującej. Od sezonu 2016/2017 występuje w drużynie Dinamo Bukareszt.

## Sukcesy klubowe
Mistrzostwo Rumunii:
- 2016

## Sukcesy reprezentacyjne
Mistrzostwa Ameryki Południowej:
- 2009, 2011
- 2005

Puchar Panamerykański:
- 2008, 2013, 2015